# Новокрасное (Рязанская область)
Новокрасное — село в Сапожковском районе Рязанской области, входит в состав Канинского сельского поселения.

## Географическое положение
Село расположено на берегу реки Лукмос в 19 км на север от центра поселения села Канино и в 16 км на северо-запад от районного центра посёлка Сапожок.

## История
В XVIII веке эти малоплодородные земли на берегу реки Лукмос были пожалованы Петром I князю В. В. Долгорукому (1667—1746) за победу в Полтавской битве и подавление Булавинского восстания. На них были насильно переселены жители сёл Новоникольское и Чёрная Речка. Переселенцы из Новоникольского в 1850 году основали Ново-Красную слободу, ныне село Новокрасное, а переселенцы из Чёрной Речки — село Уда.
Деревянная Христорождественская церковь с приделами Казанским и Никольским была куплена в 1853 году крестьянами в селе Пустотине Ряжского уезда. В 1854 году эта церковь была перенесена в Новокрасную слободу и в том же году освящена. Одновременно с церковью построена была и колокольня. В приходе церкви имелись две школы: церковно-приходская и земская. Церковно-приходская школа помещалась в собственном доме, на содержание которой от сельского общества выделялось 100 рублей. 
Каменная Христорождественская церковь была заложена в августе 1895 года. К 1905 году была выстроена колокольня и трапезная часть в которой располагались два придела в честь Казанской Божьей матери и Николая Чудотворца. В 1905 году каменный храм был освящён. Основной придел в честь Рождества Христова строился ещё долго. К 1911 году Христорождественский придел был построен только до уровня окон. Иконостас был собран в 1930 году. Фактически придел в честь Рождества Христова был освящён незадолго до закрытия церкви. Церковь закрыта в 1938 году.
Заведующим и законоучителем в церковно-приходской школе, а также законоучителем в земской школе был сельский священник Иван Васильевич Маргаритов. С 1908 года утвержден законоучителем в церковно-приходской школе села и дьякон Иван Иванович Викторов. В 1914 году в школе обучалось 144 мальчика и 57 девочек
В XIX — начале XX века село входило в состав Мало-Сапожковской волости Сапожковского уезда Рязанской губернии. В 1906 году в селе было 236 дворов.
С 1929 года село являлось центром Новокрасинского сельсовета Сапожковского района Рязанского округа Московской области, с 1937 года — в составе Рязанской области, с 2005 года — в составе Канинского сельского поселения.

## Население
| 1859 | 1897  | 1906  | 2010 |
| ---- | ----- | ----- | ---- |
| 1675 | ↗2739 | ↗3535 | ↘197 |